# Mohammed Jamal
Mohammed Jamal Atiq Al Falasi (in arabo محمد جمال عتيق الفلاسي‎?; Dubai, 22 luglio 1989) è un calciatore emiratino, mediano dell'Gulf United.

## Carriera

### Club
Gioca come mediano di centrocampo dal 2007 in prima squadra.

### Nazionale
Ha esordito nell'Under-20 nel 2009.

## Palmarès

### Club

#### Competizioni nazionali
- Coppa del Presidente degli Emirati Arabi Uniti: 1

Al-Jazira: 2015-2016

### Nazionale
- Giochi asiatici

2010